# Code 46
Pour plus de détails, voir Fiche technique et Distribution.
Code 46 est un film britannique réalisé par Michael Winterbottom, sorti en 2003.

## Synopsis
Dans un futur proche, le détective William Geld, qui enquête sur un trafic de faux papiers, s'éprend de la suspecte, une femme qui lui est interdite selon les lois de la génétique.

## Fiche technique
- Titre : Code 46
- Réalisation : Michael Winterbottom
- Scénario : Frank Cottrell Boyce
- Production : Andrew Eaton (en), Robert Jones et David M. Thompson
- Budget : 7,5 millions de dollars (5,69 millions d'euros)
- Musique : Steve Hilton et David Holmes
- Photographie : Alwin H. Kuchler et Marcel Zyskind (de)
- Montage : Peter Christelis
- Décors : Mark Tildesley
- Costumes : Natalie Ward
- Pays de production :  Royaume-Uni
- Format : Couleurs - 2,35:1 - DTS / Dolby Digital - 35 mm
- Genre : Drame, romance, science-fiction, thriller
- Durée : 92 minutes
- Dates de sortie : 2 septembre 2003 (Mostra de Venise) • 6 août 2004 (États-Unis) • 20 août 2004 (Canada) • 17 septembre 2004 (Royaume-Uni) • 24 novembre 2004 (Belgique)

## Distribution
- Tim Robbins : William Geld
- Samantha Morton : Maria Gonzales
- Togo Igawa : le chauffeur
- Nabil Elouahabi : le vendeur
- Om Puri : Bahkland
- Jeanne Balibar : Sylvie
- Sarah Backhouse : la météorologue
- Jonathan Ibbotson : le boxeur
- Natalie Jackson Mendoza : le réceptionniste du Sphinx
- Emil Marwa : Mohan
- Nina Fog : Wole
- Jacob O'Reiley : Nelson
- Bruno Lastra : Bikku
- Christopher Simpson : Paul
- Lien Nguyin : le chanteur de la boîte de nuit
- David Fahm : Damian Alekan

## Autour du film
- Le tournage s'est déroulé du 2 janvier au 5 mars 2003 à Londres, Dubaï, Shanghai, Jaipur, Jodhpur et Hong Kong.
- Mick Jones, un des chanteurs du groupe The Clash de 1976 à 1983, interprète l'un des titres phare du groupe, Should I Stay or Should I Go, lors de la scène du karaoké.

## Bande originale
- No Man's Land, interprété par David Holmes
- Tehran, interprété par Dario Marianelli
- Menina e Moça, interprété par Lien Nguyin
- Should I Stay or Should I Go, interprété par Mick Jones
- Song No. 6, interprété par Freak Power
- No Woman No Cry, composé par Vincent Ford
- Thodasa Pagla, interprété par Asha Bhosle
- Row Row Row The Boat, chant traditionnel
- Warning Sign, interprété par Coldplay

## Distinctions
- Nomination au Lion d'or de Saint Marc, lors de la Mostra de Venise en 2003.
- Nomination au prix des meilleurs décors, lors des British Independent Film Awards en 2004.
- Nomination au Prix du cinéma européen du meilleur réalisateur, meilleure compositeur, meilleure photographie et meilleure actrice (Samantha Morton) en 2004.
- Grand Prix du film fantastique européen, meilleur scénario et meilleure bande originale de film, lors du Festival international du film de Catalogne en 2004.
- Nomination au prix du meilleur montage et mixage son pour Joakim Sundström, lors des Satellite Awards en 2005.